# Bataille de Kock
 (septembre 2017).
Campagne de Pologne (1939)
Batailles
Campagne de Pologne :
- Ultimatum allemand
- Ordre de bataille
- Opération Himmler
- Plan Pékin
- Plan Worek
- Baie de Dantzig
- Défense de la poste centrale de Dantzig
- Westerplatte
- Grudziądz
- Mokra
- Węgierska Górka
- Krojanty
- Forêt de Tuchola
- Borowa Góra
- Wizna
- La Bzura
- Hel
- Jarosław
- Brest-Litovsk
- Tête de pont roumaine
- Invasion soviétique
- Lwów
- Modlin
- Tomaszów Lubelski
- Grodno
- Krasnobród
- Wilno
- Varsovie
- Szack
- Wytyczno
- Kock

La bataille de Kock (prononcer « Kotsk ») est l’ultime bataille livrée par l’armée polonaise au cours de la campagne de Pologne. Elle se déroula du 2 au 5 octobre 1939 dans les environs de la ville de Kock, en Pologne orientale, au nord de Lublin.
Elle opposa le Groupe opérationnel indépendant de Polésie du général Franciszek Kleeberg au XIVe corps motorisé du général Gustav Anton von Wietersheim.

## Contexte historique
L’armée polonaise de Kraków, ayant subi de lourdes pertes, ne put atteindre le front de la rivière San et y organiser une ligne de défense adéquate. C’était le maréchal Rydz-Śmigły qui était chargé de la défense du sud de la Pologne.
Le commandant de l’armée de la région de Brest était le général Kleeberg, responsable de la ligne de défense de Pińsk à Brest.
Après les batailles de Brest et de Kobryń, le Groupe fut rejoint par la Brigade de cavalerie Podlaska dans une tentative de percer vers le sud pour rejoindre la frontière roumaine. Le projet était d’y organiser un réduit en attendant une intervention de la France et du Royaume-Uni.
Cette percée vers le sud des forces polonaises était compliquée par l'invasion soviétique (à partir du 17 septembre 1939) et le souci du commandement polonais d'éviter une confrontation directe avec l'Armée rouge.

## Forces en présence
Au cours de cette retraite vers le sud, le Groupe opérationnel indépendant de Polésie rassembla des unités polonaises dispersées, isolées et sans commandement, qui vinrent grossir ses rangs.
Les forces polonaises regroupaient au moment de la bataille :
- la 60e Division d’infanterie « Kobryń », composée de 3 bataillons, d’une unité d’artillerie et d’une unité anti-chars. La division était placée sous le commandement du colonel Adam Epler,
- le Groupe de forteresse de Brest-Litovsk, composé de 3 bataillons d’infanterie, d’un bataillon du génie, de deux groupes de tanks FT-17 et d’une unité d’artillerie. Il comprenait également à l’origine 2 trains blindés et fut finalement intégré à la 50e Division,
- la Brigade de cavalerie Podlaska, commandée par le général Ludwik Kmicic-Skrzyński,
- une Division de cavalerie, dite « Zaza », composée des brigades de cavalerie « Pils » et « Edward », de 2 bataillons d’infanterie et d’un groupe d’artillerie divisionnaire ; la division était placée sous le commandement du général Zygmunt Podhorski,
- la 50e Division d’infanterie, rassemblant des unités hétéroclites, le Groupe Drohiczyn (3 bataillons d’infanterie et une unité anti-char), le Groupe Jasiołda (1 bataillon d’infanterie et une compagnie anti-char), et des formations diverses, le tout était placé sous le commandement du colonel Brzoza-Brzezina.

Le général Kleeberg disposait en principe de 18 000 hommes.
Les forces allemandes du XIVe corps motorisé regroupaient :
- la 13e Division d’infanterie motorisée,
- la 29e Division d’infanterie motorisée.

Chaque division motorisée allemande était en principe équipée de 2 675 camions et 18 véhicules blindés.
Le général von Wietersheim alignait 30 000 hommes.

## La bataille de Kock

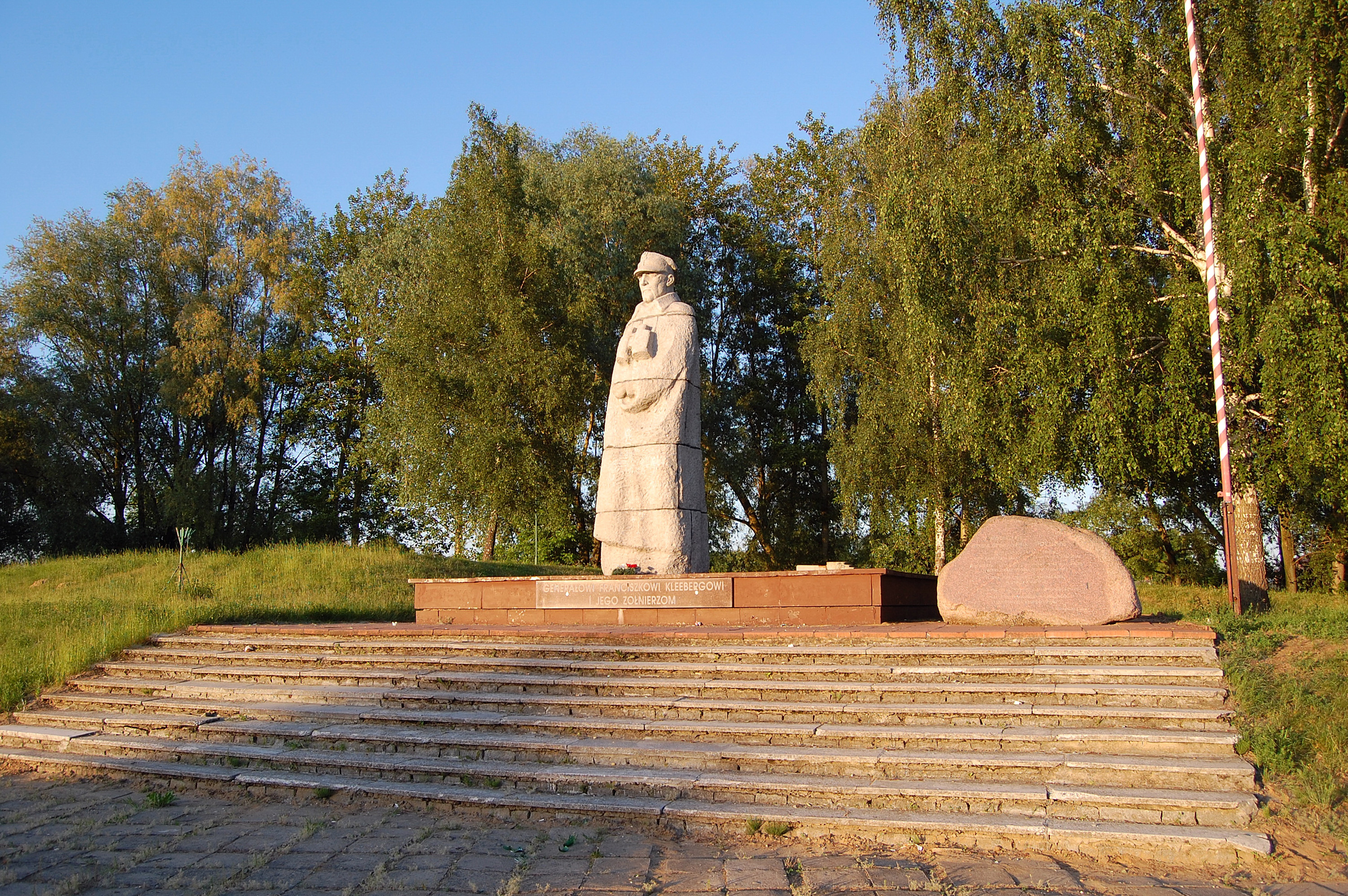
Monument au général Kleeberg.

Les unités polonaises étaient situées dans les forêts au nord-ouest de Kock. Le commandement allemand engagea d’abord, le 2 octobre, diverses unités de la 13e Division d’infanterie motorisée. Ces unités se heurtèrent pendant deux jours à une farouche résistance, notamment des unités de cavalerie polonaises (brigade « Pils » de la division « Zaza »). Les unités allemandes subirent des pertes (environ 400 tués et blessés) et eurent 185 hommes prisonniers.
Le troisième jour de la bataille (4 octobre), à la suite de l'échec de la 13e Division, le commandement allemand engagea la 29e Division. Les deux divisions mirent deux jours à atteindre leurs objectifs.
Les villages de Serokomla, Wola Gułowska, Adamów, Gułow, Wojcieszków, Helenów, Poznań, etc. connurent des combats acharnés et changèrent plusieurs fois de mains.
Le 6 octobre 1939, le général Kleeberg, constatant ses forces à bout de munitions et d’approvisionnement, décida la capitulation, fixée à 10h00, mettant ainsi fin à la campagne de Pologne.
Les Polonais perdirent au cours de cette bataille 300 tués et blessés et, surtout, 17 000 prisonniers.